# エレナ・ア・ロムニエイ
エレナ・ア・ロムニエイ（ルーマニア語：Elena a României, 1896年5月2日 - 1982年11月28日）は、ルーマニア国王カロル2世の妃。カロル2世の即位する前である1928年に離婚しており、王妃の称号では呼ばれない。長男ミハイ1世が即位した1940年から、王太后の称号で呼ばれた。ギリシャ語名エレーニ・ティス・エラザス（Ελένη της Ελλάδας）。

## 生涯
ギリシャ国王コンスタンティノス1世と王妃ソフィアの長女（第3子）として、アテネで生まれた。兄にゲオルギオス2世、アレクサンドロス1世、弟にパウロス1世、妹にイリニ王女、エカテリニ王女がいる。

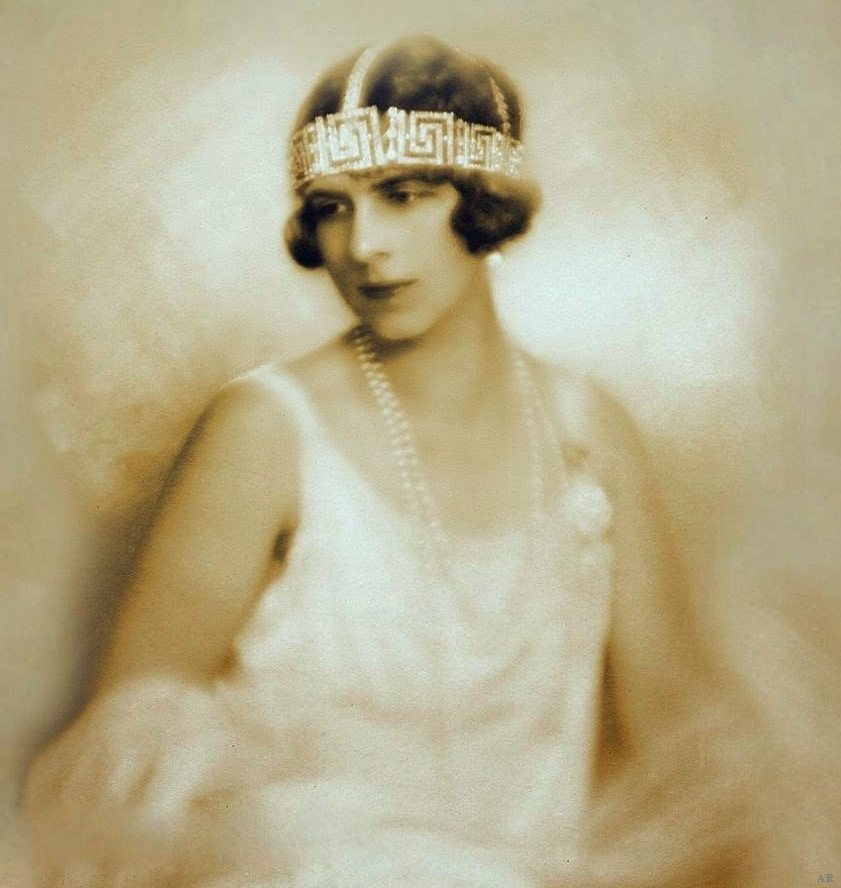
王太子妃時代のエレナ

1921年3月10日、当時王太子だった又従兄のカロル（母親同士が従姉妹）と結婚した。それから7ヶ月半後、一人息子ミハイを生んだ。宮廷は、ミハイが未熟児で生まれたと発表したが、実際の体重は9ポンド（4kg）もあったため、彼女は結婚前にミハイを身ごもったと推測されている。
彼女と結婚する前に、カロルはカロルという同名の息子までなした愛人ジジ・ランブリノとの仲を、周囲によって裂かれていた。新興国として強国から侮られず、しかるべき王家の姫と結婚して欲しいというマリア王妃が中心になって彼にあてがわれたのが、エレナであった。押しつけられた妻エレナを、カロルは早くから疎んじ、将校の夫と離婚したユダヤ系ルーマニア人女性マグダ・ルペスクを公然と寵愛した。反ユダヤの風潮が強いルーマニアで王太子のこの振る舞いは到底受け入れられるものではなく、政府もカロルを要職に就かせようとはしなかった。父王フェルディナンド1世の崩御により即位するはずであったカロルは、継承を辞退しマグダ・ルペスクとともに国外へ亡命。夫の振るまいに対して、幼子ミハイを抱えたエレナは全く無力であった。
1928年、カロルと離婚後も、ミハイの王母としてルーマニアにとどまった。第二次世界大戦中は、枢軸国側についたルーマニアで反ユダヤの風潮が強いのに逆らい、ユダヤ系ルーマニア人の国外脱出に尽力した。戦後、ヤド・ヴァシェム賞を受賞し、諸国民の中の正義の人に列せられた。
1947年、共産主義政権樹立により、スイスへ亡命。一度も帰国することのないまま、1982年にローザンヌで没した。